# Dallas (série télévisée, 1978)
Cet article concerne la série originale. Pour la nouvelle série, voir Dallas (série télévisée, 2012).
Pour les articles homonymes, voir Dallas (homonymie).
Dallas

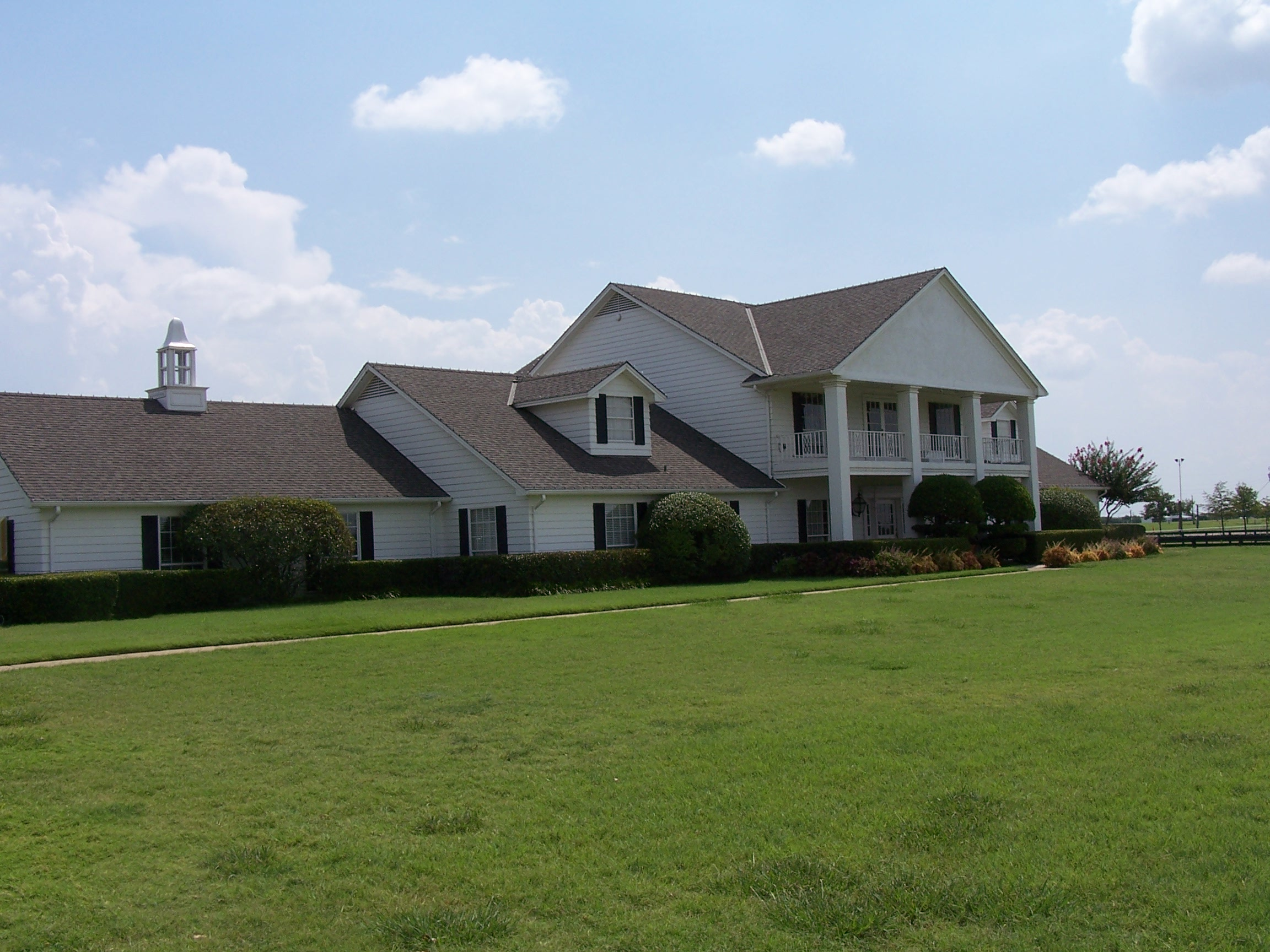
Vue frontale du manoir South Fork Ranch où réside la famille Ewing de la série.

Dallas est un feuilleton télévisé américain en 357 épisodes d'une durée de 45 minutes (sauf l'épisode final de la 8e saison d'une durée de 70 min) créé par David Jacobs et diffusé entre le 2 avril 1978 et le 3 mai 1991 sur le réseau CBS.
Au Luxembourg et en Belgique, la série est diffusée sur RTL Télévision au début de 1981.
En France, les saisons 1 à 9 sont diffusées du 24 janvier 1981 au 12 août 1987 sur TF1. En avril 1987, les droits de la série en France sont acquis par Silvio Berlusconi, le magnat des médias italien proposant de payer 600 000 francs par épisode (au lieu de 280 000 francs pour TF1),. De fait, la saison 10 est diffusée du 2 janvier 1988 au 26 juin 1988 sur La Cinq avec le générique original américain. Après 7 ans d'absence, la série est diffusée en intégralité du 6 avril 1995 au 2 décembre 1996 sur TF1, qui a programmé les saisons restées inédites et retrouvant son générique français signé Jean Renard et Michel Salva.
Au Québec, la série est diffusée à partir du 25 septembre 1984 sur la Télévision de Radio-Canada.
Une préquelle à Dallas fut réalisée en 1986, intitulée Dallas : Quand tout a commencé... (Dallas: The Early Years)  ainsi que deux téléfilms de "réunion" : Le Retour de J.R. (1996) et La Guerre des Ewing (1998), ainsi qu'un documentaire en 2004 retraçant l'histoire de la série avec les acteurs encore en vie : Dallas Réunion : Retour à Southfork.
En 1979, une série dérivée fut également tournée : Côte Ouest (ou Les Héritiers du rêve au Québec, Knots Landing), mettant en scène le cadet des frères Ewing, Gary et sa femme Valene, partis de Dallas pour la Californie refaire leur vie après des différends familiaux et retrouvailles. Ce spin off survivra même 3 saisons à la série-mère.
Le 13 juin 2012, soit vingt-et-un ans après la fin de la première session, la chaîne câblée américaine TNT lance la suite de la série qui met en scène J.R., Bobby et Sue Ellen, ainsi que la nouvelle génération de la famille Ewing, avec Dallas, d'une durée de quarante épisodes sur trois saisons.

## Synopsis
Au Texas, non loin de Dallas, les vicissitudes de la richissime famille Ewing, exploitants pétroliers et éleveurs de bétail, vivant dans un luxueux ranch nommé Southfork Ranch. Tout débute lorsque Bobby Ewing (l'un des trois fils) qui vient à peine d'épouser Pamela, souhaite présenter son épouse à sa famille.
Cette union déplaira fortement à Jock Ewing (son père) et un de ses frères (John Ross Ewing, plus connu par ses initiales J.R.) qui feront tout leur possible pour se débarrasser d'elle, car Pamela est en fait la fille de Digger Barnes (un ennemi de Jock Ewing, qui était autrefois son associé qui estime avoir été volé par le patriarche Ewing) et la sœur de Cliff Barnes (un ennemi du clan des Ewing). Dès lors, les Ewing et les Barnes seront constamment en conflit.

## Thèmes
- la famille : Ewing, Barnes, Wenthworth, etc.
- l'argent : JR fait souvent des coups bas, et du chantage aux personnes qui le dérangent en leur proposant une coquette somme pour qu'elles quittent Dallas
- le travail : les compagnies pétrolières, les cow-boys, les institutions politiques
- l’alcoolisme : Sue Ellen
- l'infidélité et la manipulation : des « spécialités » de JR
- la rivalité : JR et Bobby ; JR et Cliff ; Jock et Digger ; Pétroles Ewing et Weststar
- les naissances (et les événements qu'elles entraînent parfois : fausses-couches, enlèvement, etc.)
- la vie de couple : JR et Sue Ellen ; Bobby et Pamela, etc.

## Lieux
Lors de la saison 1 et 2, les épisodes ont été tournés intégralement au Texas.
Tournage effectué principalement en Californie durant la dernière saison.
- lieux principaux : Southfork et le bureau des Pétroles Ewing.
- lieux secondaires : ville de Dallas, appartement et maison de Cliff, hôpital "Le Mémorial", maison de Ray Krebbs qui deviendra celle de Carter Mac Kay (un peu plus tard), bureaux de la Weststar (un peu plus tard).

## Épisodes
Larry Hagman et Patrick Duffy (qui tiennent respectivement les rôles des frères J.R. et Bobby Ewing) ont réalisé maints épisodes de la série. Ils pouvaient donc être tout autant devant que derrière la caméra.
Larry Hagman :
- Saison 3 (ép. 13)
- Saison 4 (ép. 14, ép. 18)
- Saison 5 (ép. 17, ép. 19)
- Saison 6 (ép. 16, ép. 18, ép. 20)
- Saison 7 (ép. 13, ép. 16, ép. 25)
- Saison 8 (ép. 14, ép. 19, ép. 23)
- Saison 9 (ép. 14, ép. 17, ép. 24)
- Saison 10 (ép. 17, ép. 24, ép. 27)
- Saison 11 (ép. 14, ép. 16, ép. 21, ép. 23)
- Saison 12 (ép. 14, ép. 16, ép. 18)
- Saison 13 (ép. 11, ép. 18, ép. 21)
- Saison 14 (ép. 14, ép. 16)

Patrick Duffy :
- Saison 4 (ép. 17)
- Saison 5 (ép. 15, ép. 20)
- Saison 6 (ép. 13, ép. 19, ép. 21)
- Saison 7 (ép. 14, ép. 18, ép. 26)
- Saison 8 (ép. 15, ép. 20, ép. 24)
- Saison 10 (ép. 14, ép. 16, ép. 26)
- Saison 11 (ép. 13, ép. 19, ép. 22)
- Saison 12 (ép. 13, ép. 15, ép. 17, ép. 19)
- Saison 13 (ép. 10, ép. 14, ép. 20, ép. 24)
- Saison 14 (ép. 15, ép. 17, ép. 19)

## Distribution principale

### Acteurs principaux
| Acteurs/Actrices           | VF                                        | Personnages                      | Saisons    | Saisons          | Saisons          | Saisons        | Saisons        | Saisons    | Saisons    | Saisons    | Saisons        | Saisons    | Saisons    | Saisons    | Saisons          | Saisons          | Saisons                         | Saisons                           |
| Acteurs/Actrices           | VF                                        | Personnages                      | 1          | 2                | 3                | 4              | 5              | 6          | 7          | 8          | 9              | 10         | 11         | 12         | 13               | 14               | Dallas : Le Retour de J.R. 1996 | Dallas : La Guerre des Ewing 1998 |
| -------------------------- | ----------------------------------------- | -------------------------------- | ---------- | ---------------- | ---------------- | -------------- | -------------- | ---------- | ---------- | ---------- | -------------- | ---------- | ---------- | ---------- | ---------------- | ---------------- | ------------------------------- | --------------------------------- |
| Barbara Bel Geddes         | Nelly Vignon                              | Ellie Southworth Ewing Farlow    | Principale | Principale       | Principale       | Principale     | Principale     | Principale | Principale |            | Principale     | Principale | Principale | Principale | Principale       |                  |                                 |                                   |
| Donna Reed                 | Nelly Vignon                              | Ellie Southworth Ewing Farlow    |            |                  |                  |                |                |            |            | Principale |                |            |            |            |                  |                  |                                 |                                   |
| Jim Davis                  | Raymond Loyer                             | Jock Ewing                       | Principal  | Principal        | Principal        | Principal      |                |            |            |            |                |            |            |            |                  |                  |                                 |                                   |
| Patrick Duffy              | Philippe Ogouz                            | Bobby Ewing                      | Principal  | Principal        | Principal        | Principal      | Principal      | Principal  | Principal  | Principal  | Invité spécial | Principal  | Principal  | Principal  | Principal        | Principal        | Principal                       | Principal                         |
| Larry Hagman               | Dominique Paturel                         | J.R. Ewing                       | Principal  | Principal        | Principal        | Principal      | Principal      | Principal  | Principal  | Principal  | Principal      | Principal  | Principal  | Principal  | Principal        | Principal        | Principal                       | Principal                         |
| Victoria Principal         | Michèle André                             | Pamela Barnes Ewing              | Principale | Principale       | Principale       | Principale     | Principale     | Principale | Principale | Principale | Principale     | Principale |            |            |                  |                  |                                 |                                   |
| Charlene Tilton            | Nathalie Schmidt                          | Lucy Ewing Cooper                | Principale | Principale       | Principale       | Principale     | Principale     | Principale | Principale | Principale |                |            | Récurrente | Principale | Principale       |                  |                                 |                                   |
| Linda Gray                 | Évelyn Séléna                             | Sue Ellen Shepard Ewing Lockwood | Récurrente | Principale       | Principale       | Principale     | Principale     | Principale | Principale | Principale | Principale     | Principale | Principale | Principale |                  | Invitée spéciale | Principal                       | Principal                         |
| Steve Kanaly               | Jacques Richard                           | Ray Krebbs                       | Récurrent  | Principal        | Principal        | Principal      | Principal      | Principal  | Principal  | Principal  | Principal      | Principal  | Principal  | Principal  |                  | Invité spécial   |                                 | Principal                         |
| Ken Kercheval              | Pierre Arditi puis Bernard Woringer       | Cliff Barnes                     | Récurrent  | Récurrent        | Principal        | Principal      | Principal      | Principal  | Principal  | Principal  | Principal      | Principal  | Principal  | Principal  | Principal        | Principal        | Principal                       |                                   |
| Susan Howard               | Marion Loran puis Nicole Favart           | Donna Culver Krebbs              |            | Invitée spéciale | Invitée spéciale | Récurrente     | Principale     | Principale | Principale | Principale | Principale     | Principale |            |            |                  |                  |                                 |                                   |
| Howard Keel                | William Sabatier                          | Clayton Farlow                   |            |                  |                  | Invité spécial | Invité spécial | Récurrent  | Récurrent  | Principal  | Principal      | Principal  | Principal  | Principal  | Principal        | Principal        |                                 |                                   |
| Priscilla Beaulieu Presley | Claude Chantal                            | Jenna Wade Krebbs                |            |                  |                  |                |                |            | Récurrente | Principale | Principale     | Principale | Principale |            |                  |                  |                                 |                                   |
| Dack Rambo                 | Vincent Violette                          | Jack Ewing                       |            |                  |                  |                |                |            |            | Récurrent  | Récurrent      | Principal  |            |            |                  |                  |                                 |                                   |
| Sheree J. Wilson           | Dominique Dumont                          | April Stevens Ewing              |            |                  |                  |                |                |            |            |            |                | Récurrente | Récurrente | Principale | Principale       | Principale       |                                 |                                   |
| Kimberly Foster            | Muriel Montossey                          | Michelle Stevens                 |            |                  |                  |                |                |            |            |            |                |            |            |            | Principale       | Principale       |                                 |                                   |
| George Kennedy             | Raoul Delfosse                            | Carter McKay                     |            |                  |                  |                |                |            |            |            |                |            |            | Récurrent  | Principal        | Principal        | Principal                       | Principal                         |
| Sasha Mitchell             | Mark Lesser                               | James Richard Beaumont           |            |                  |                  |                |                |            |            |            |                |            |            |            | Principal        | Principal        |                                 |                                   |
| Cathy Podewell             | Isabelle Maudet puis Marie-Martine Bisson | Cally Harper Ewing               |            |                  |                  |                |                |            |            |            |                |            |            | Récurrente | Principale       | Principale       |                                 |                                   |
| Barbara Stock              | Agnès Gribe                               | Liz Adams                        |            |                  |                  |                |                |            |            |            |                |            |            |            | Invitée spéciale | Principale       |                                 |                                   |

### Acteurs secondaires
- Sherril Lynn Rettino (1979-1991) : Jackie Dugan
- Fern Fitzgerald (1979-1990) : Marilee Stone
- Jared Martin (1979-82 et 1985 et 1991) : Dusty Farlow
- Mary Crosby (1979-80, 81 et 1991) (VF : Brigitte Morisan) : Kristin Shepard
- Randolph Powell (1979-80) (VF : Michel Paulin) : Alan Beam
- Stephanie Blackmore (1980-1990) : Serena Wald
- Morgan Woodward (1980-1987) (VF: Jean Violette puis Henry Djanick) : Punk Anderson
- Audrey Landers (1980-84, 1989) : Afton Cooper
- Leigh McCloskey (1980-82 et 1985, et 1988) : Mitch Cooper
- Joel Fabiani (1980-81) : Alex Ward
- Monte Markham (1980-81) : Clint Ogden
- Susan Flannery (1980-81) : Leslie Stewart
- Richard Herd (1980-81) (VF : Marcel Jemma) : John Mackey
- Priscilla Pointer (1980-83) : Rebecca Barnes-Wentworth
- Deborah Rennard (1981-1991) : Sylvia « Sly » Lovegren
- Deborah Tranelli (1981-1991) : Phyllis Wapner
- William Smithers (1981-1989) : Jeremy Wendell
- Danone Simpson Camden (1982-1991) : Kendall Chapman
- Roseanna Christiansen (1982-1991) : Teresa
- Don Starr (1978-1990) : Jordan Lee
- Kate Reid (1982-83 et 1986) : Lilian Trotter
- Lois Chiles (1982-83) : Holly Harwood
- Timothy Patrick Murphy (1982-83) : Mickey Trotter
- Claude Earl Jones (1982) : Wally Hampton
- Dale Robertson (1982) : Franck Crutcher
- Ben Piazza (1982-83) : Walter Driscoll
- Omri Katz (1983-1991) : John Ross III Ewing
- Pat Colbert (1983-1991) : Dora Mae
- Shalane McCall (1983-1988) : Charlie Wade
- John Beck (1983-84 et 1985-86) (VF : Mario Santini) : Mark Grayson
- Morgan Brittany (1981-1985 et 1987) (VF : Marie-Martine) : Katherine Wentworth
- Christopher Atkins (1983-84) : Peter Richards
- Martin E. Brooks (1983-84) : Edgar Randolph
- Deborah Shelton (1984-87) : Mandy Winger
- Jennilee Harrison (1984-86) (VF : Isabelle Ganz) : Jamie Ewing-Barnes
- Alexis Smith (1984 et 1990) : Jessica Montfort
- Joshua Harris (1985-1991) : Christopher Ewing
- Barbara Carrera (1985-86) : Angelica Nero
- Merete Van Kamp (1985-86) : Grace
- George Chakiris (1985-86) : Nicholas
- Nicholas Pryor (1985) : Nathan Billings
- Martha Scott (1979 et 1985) : Patricia Shepard
- Marc Singer (1986) : Matt Cantrell
- Alejandro Rey (1986) : Luis Rueda
- William Prince (1986) : Alex Garrett
- Andrew Stevens (1987-1989) : Casey Denault
- Leigh Taylor Young (1987-1989) : Kimberly Styles Cryder
- Jack Scalia (1987-1988 et 1991) : Nicholas Pearce
- Annabel Schofield (1987) : Laurel Ellis
- Brad Pitt (1987) : Randy
- Jeri Gayle (1988-1991) : Rose Mc Kay
- Beth Toussaint (1988-1989) : Tracey Lawton Mc Kay
- Barbara Eden (1990-1991) (VF : Claire Guibert) : Lee Ann De La Vega

### Personnages récurrents
- Keenan Wynn (VF : Georges Aubert) : Digger Barnes #2 (saison 3)
- George O'Petrie (VF : Robert Le Béal) : Harv Smithfield (saisons 3 à 14)

### Invités
- David Ackroyd (VF : Bernard Tiphaine) (saison 2) & Ted Shackelford (VF : Michel Paulin) (saisons 3 à 6, 8 et 14) : Gary Ewing (saisons 3 à 6, 8 et 14)
- Joan Van Ark (VF : Nicole Favart puis Anne Rochant) : Valene Ewing (saisons 3 à 5 et 14)
- David Wayne (VF : Georges Aubert) : Digger Barnes #1 (saisons 1 et 2)
- Tina Louise (VF : Michèle Grellier puis Anne Rochant) : Julie Grey (saisons 1 et 2)

Le comédien Henry Djanik doubla en français certains personnages lors de courtes apparitions : Marvin « Punk » Anderson (Morgan Woodward), Jordan Lee (Don Starr) ou encore Herbert Wentworth (John L. Martin).

## Personnages principaux
Cette présentation ne concerne que les trois premières saisons de la série, afin de laisser un maximum de suspense.
- John Ross Ewing, dit Jock Ewing (Jim Davis) : patriarche de la famille, il est celui qui a construit l'empire Ewing basé sur l'exploitation du pétrole et l'élevage bovin. Associé durant sa jeunesse à Digger Barnes, il écarte celui-ci et lui vole sa compagne, Miss Ellie, qui lui permet de s'installer au ranch de Southfork. À la suite d'une opération du cœur, il prend définitivement du recul, laissant la direction des Pétroles Ewing à son fils J.R., mais garde un œil inquisiteur sur les affaires… Jock fait partie de ces hommes « à l'ancienne » au caractère bien trempé et mène ses affaires d'une main de fer. Il ne se gêne pas pour dire ce qu'il a à dire et aucun de ses fils, pas même J.R., n'ose lui tenir tête quand il est en colère. La seule personne capable de le faire fléchir (et encore pas toujours...) n'est autre que sa femme Ellie Ewing...

- « Miss » Ellie Ewing (Barbara Bel Geddes & Donna Reed) : elle a grandi au Ranch de Southfork aux côtés de son frère Garrison que Jock n'hésitera pas à écarter pour prendre à la fois la main de sa sœur et le pouvoir sur le ranch. Très attachée à son mari, elle forme avec lui un couple uni face à l'adversité et ce malgré le poids des années. Elle lui interdira néanmoins toujours, et selon le testament de son père, de forer sur les terres de Southfork dont elle reste propriétaire. Très à l'écoute des femmes de la famille, Sue Ellen et Pamela, elle a plus de mal à accepter les méthodes parfois très discutables de son propre fils J.R. Elle ne se remet d'ailleurs pas du départ de son deuxième fils, Gary, écarté du ranch par son grand frère…

- John Ross Ewing II, dit J.R. Ewing (Larry Hagman) : fils aîné de Jock et Ellie, il est choyé durant sa jeunesse par son père. Lorsque ce dernier l'implique dans les affaires des Pétroles Ewing, J.R se transforme en un monstre avide de pouvoir, cruel et sans aucun scrupule. Pour J.R., tous les coups sont permis et surtout les plus tordus... Il n'hésitera ainsi jamais à duper ou faire souffrir n'importe quel membre de sa famille lorsque quelques dollars ou la réputation de son entreprise sont en jeu. Marié à Sue Ellen, il n'hésite pas à tromper ouvertement cette dernière (même avec sa jeune sœur), délaissant totalement sa femme voire la méprisant la plupart du temps. Sa préoccupation principale reste sa volonté d'anéantir Cliff Barnes, le fils de Digger, qui cherche à pousser les Ewing à la faillite pour venger son père d'avoir été écarté plus tôt par Jock ... J.R. est, par ailleurs, un personnage assez comique en même temps qu'il est horrible. Dans de nombreux épisodes, il est impliqué dans des scènes comiques. Son expression favorite est « La vie est belle ? »

- Sue Ellen Ewing, née Sheppard (Linda Gray) : ancienne Miss Texas, elle se marie avec J.R. attiré par sa beauté dévastatrice de l'époque. Rapidement délaissée par ce dernier et frustrée de son mépris, elle se refuse néanmoins à le quitter car trop intéressée par l'argent et la gloire. Elle n'aurait, par ailleurs, nulle part où aller. Elle sombre ainsi dans l'alcool et tombe dans les bras de Cliff Barnes, ennemi juré de son mari. C'est au cours de cette liaison qu'elle tombera enceinte sans que personne sache qui de J.R. ou de Cliff est le père. Également abandonnée par ce dernier, elle se renferme sur elle-même et ne prête aucune attention à son nouveau-né…

- Robert James Ewing, dit Bobby Ewing (Patrick Duffy) : fils cadet de Jock et Ellie, il est l'exact opposé de J.R., davantage préoccupé par le bien-être des siens que la santé financière de l'entreprise familiale. Il n'hésitera néanmoins jamais à faire profil bas quand son père le lui demandera. Face à la réticence de son frère de le voir intégrer la direction de Ewing Oil, il prend du recul pour chapeauter la bonne tenue du ranch et de l'élevage. Il crée par ailleurs une branche consacrée à la construction. Son mariage avec Pamela, la fille de Digger Barnes, rend sa position encore plus précaire aux yeux de J.R. De ce point de vue là également, il se démarque de son aîné, prêtant une attention et un soutien sans faille à sa femme face aux difficultés de celle-ci. Trois cliffhangers portent sur le personnage, à la fin de trois saisons (qui se suivent) : la septième (blessé par balle), la huitième (renversé par une voiture conduite par Katherine Wentworth) et la neuvième (la douche).

- Pamela Ewing, née Barnes (Victoria Principal) : fille de Digger, volage dans sa jeunesse (elle entretient une liaison avec Ray, le contremaître du Ranch), elle change de comportement à la suite de sa rencontre avec Bobby. Son intégration dans la famille Ewing est compliquée, handicapée par son nom de jeune fille qui l'oblige à prouver à tout le monde qu'elle est intègre et honnête. Elle reste néanmoins torturée par sa position inconfortable qui l'oblige à naviguer entre les deux familles. Son père et Cliff acceptent difficilement de la voir porter le nom de leurs ennemis jurés et Bobby tente tant bien que mal de lui laisser le libre arbitre dans sa façon de gérer sa vie familiale. Elle rêve d'offrir à Jock un héritier mais subit deux fausses couches successives dues à des accidents. Elle apprend plus tard qu'elle est atteinte d'une maladie génétique héréditaire qui risquerait fort d'être fatale à son enfant, bien qu'elle et son frère aient survécu. Ce coup du sort complique sa relation avec Bobby…

- Cliff Barnes (Ken Kercheval) : fils de Digger, il ne vit que pour venger son père ruiné par les Ewing. Fidèle à des principes d'honnêteté et de loyauté, il est contraint de changer de comportement lorsque J.R. lui fait perdre une élection en révélant des faces sombres de son passé. C'est ainsi qu'il parvient à prendre la tête du Bureau de Gestion des Terres, poste lui permettant de réduire les activités pétrolières des Ewing au Texas. Mais il verra une nouvelle fois ses ambitions électorales anéanties par l'aîné Ewing. Prêt à tout pour atteindre ce dernier, il entretient des relations avec sa première secrétaire (au courant de nombreux dossiers confidentiels de J.R.) et même sa femme. Persuadé d'être le père de l'enfant de Sue Ellen, il espère l'utiliser pour salir l'image de famille modèle des Ewing et récupérer Sue Ellen dont il dit être amoureux… Cliff Barnes est, anecdotiquement, un amateur de cuisine chinoise et pingre.

- Lucy Ewing (Charlene Tilton) : elle est la fille de Gary et donc la petite-fille de Jock et Ellie. Lorsque sa mère, Valène, et son père sont écartés du Ranch par J.R. qui les trouve peu fiables, elle est encore un bébé et reste à Southfork où elle sera élevée par la famille. Devenue une jeune femme, elle se révèle rebelle et ne cache pas son dégoût pour son oncle J.R. qu'elle sait coupable du départ de ses parents. Celui-ci n'aura néanmoins jamais aucun mal à la manipuler à sa guise et à profiter de sa naïveté pour arriver à ses fins, notamment lorsqu'elle cherchera à revoir ses parents ou les faire revenir à Southfork. Attirée par les hommes qui osent tenir tête à son oncle, elle entretient notamment une relation avec Ray Krebbs. Elle se remettra difficilement d'un mariage promis mais annulé avec un homosexuel dont elle était amoureuse mais succombe aux charmes d'Alan Beam, jeune homme très ambitieux qui travaille pour J.R., qui lui promet à son tour le mariage…

- Ray Krebbs (Steve Kanaly) : régisseur du Ranch et véritable homme de confiance de Jock depuis une vingtaine d'années, il a été l'amant de Pamela et de Lucy, bien qu'il s'attachera à ce que sa relation avec cette dernière ne soit jamais révélée. Il manifeste lui aussi un mépris viscéral envers J.R. qui n'hésite pas, pour une aventure d'un soir, à briser le couple qu'il formait avec une jeune chanteuse country. Proche en revanche de Bobby, il est prêt à tout pour lui et son père. Plus sensible que son image de cow-boy ne le laisse paraître, il fuit les déceptions amoureuses avant de rencontrer Donna Culver, femme d'un riche mais très vieux gouverneur. Il ignore pendant longtemps le véritable lien qui l'unit à la famille Ewing…

- Garrison Arthur Ewing, dit Garry Ewing (David Ackroyd & Ted Shackelford) : deuxième fils de Jock et Ellie, il était plus proche de sa mère que des hommes de la famille. Peu au diapason des méthodes de ceux-ci, il quitte Southfork et devient alcoolique pendant plusieurs années. Plus tôt, il avait rencontré et épousé Valène qui n'avait alors que 15 ans. De cette union que J.R. ne supportait pas, est née Lucy, restée au Ranch car l'aîné des frères jugeait incapables les parents de s'en occuper. Lorsqu'ils réapparaissent à Southfork dans l'idée de recréer une famille avec leur fille, ils sont accueillis à bras ouvert, sauf par J.R. qui parvient une nouvelle fois à se débarrasser de son petit frère et sa compagne qui s'installent définitivement en Californie (de là naît le spin-off Côte Ouest), sans Lucy…

- Willard Barnes dit Digger Barnes (Keenan Wynn) : ancien associé de Jock qui l'a écarté sans scrupules sous prétexte que celui-ci était dépendant de l'alcool. Son nez incomparable pour dénicher du pétrole a néanmoins été à la base de l'Empire Ewing. Ruiné, alcoolique, toujours épris de Miss Ellie que Jock lui a également volé, il voue une haine sans faille envers la famille Ewing et est avide de revanche. Il transmet son goût de la vengeance à son fils Cliff mais ne peut empêcher sa fille Pamela d'épouser Bobby. Atteint d'une maladie génétique qu'il a transmise à ses enfants, il en a également perdu deux autres à leur naissance en raison de ce mal…

- Kristin Shepard (Mary Crosby) : cadette de Sue Ellen qu'elle apprécie moyennement mais dont la vénalité la fascine. C'est ainsi qu'elle compte marcher sur les pas de sa sœur en tentant de charmer, sans succès, Bobby. Sans scrupules et connaissant le goût de J.R. pour les jolies jeunes filles, elle parvient à se faire embaucher comme secrétaire de celui-ci dans le but de devenir sa maîtresse…

- Alan Beam (Randolph Powell) : jeune homme ambitieux qui travaille pour J.R. et que ce dernier parachute par un joli tour de passe-passe dans la campagne électorale de Cliff Barnes afin de le faire échouer. Admiratif de celui qui l'embauche, il n'hésite pas à user des mêmes méthodes et va même jusqu'à séduire et demander en mariage Lucy pour atteindre la fortune des Ewing.

- Julie Grey (Tina Louise) : première secrétaire de J.R. et également l'une de ses nombreuses maîtresses. Humiliée par son comportement, elle cède aux avances de son rival Cliff Barnes et lui confie de précieux renseignements confidentiels. Proche de Jock, elle est néanmoins prête à aller très loin pour faire tomber l'aîné de ses fils…

- Angelica Nero (Barbara Carrera, qui sort alors du tournage dramatique de Les Oies sauvages 2) : durant la saison 1985-1986, cette redoutable femme d'affaires va faire trembler JR Ewing lui-même.

## Équipe technique

### Réalisateurs
- Leonard Katzman (Saisons 2 — 8, 10 — 11 et 13 — 14, 68 épisodes)
- Michael Preece (Saison 4 — 14, 63 épisodes)
- Irving J. Moore (Saisons 1 — 5 et 12 — 14, 51 épisodes)
- Larry Hagman (Saisons 3 — 14, 32 épisodes)
- Patrick Duffy (Saisons 4 — 8 et 10 — 14, 29 épisodes)
- Nick Havinga (Saison 6 — 9 et 14, 20 épisodes)
- Corey Allen (Saisons 2 et 9, 6 épisodes)
- Gunnar Hellström (Saisons 2 — 4 et 6, 6 épisodes)
- Gwen Arner (en) (Saison 7 — 8, 5 épisodes)
- Jerry Jameson (Saisons 9 — 11, 5 épisodes)
- Linda Gray (Saisons 9 — 12, 5 épisodes)
- Cliff Fenneman (Saisons 11 — 13, 5 épisodes)
- Dwight Adair (Saisons 10 — 11 et 13 — 14, 5 épisodes)
- Leslie H. Martinson (Saisons 2 — 3, 4 épisodes)
- Linda Day (Saison 9, 4 épisodes)
- David Paulsen (Saisons 6 et 10 — 11, 4 épisodes)
- Robert Day (Saison 1, 3 épisodes)
- Alexander Singer (Saisons 3 et 8, 3 épisodes)
- Robert Becker (Saisons 8 — 9, 3 épisodes)
- Bruce Bilson (Saison 9, 3 épisodes)
- Steve Kanaly (Saison 10 — 12, 3 épisodes)
- Russ Mayberry (Saison 12, 3 épisodes)
- Lawrence Dobkin (Saison 2, 2 épisodes)
- Barry Crane (Saison 2, 2 épisodes)
- Vincent McEveety (Saison 2, 2 épisodes)
- Harry Harris (Saisons 3 et 5, 2 épisodes)
- Bill Duke (Saison 6, 2 épisodes)
- Ken Kercheval (Saison 13 — 14, 2 épisodes)
- Alex March (Saison 2, 1 épisode)
- Paul Stanley (Saison 2, 1 épisode)
- Don McDougall (Saison 2, 1 épisode)
- Dennis Donnelly (Saison 2, 1 épisode)
- Victor French (Saison 5, 1 épisode)
- Joseph Manduke (Saison 5, 1 épisode)
- Larry Elikann (Saison 6, 1 épisode)
- Ernest Pintoff (Saison 6, 1 épisode)
- Robert C. Thompson (Saison 6, 1 épisode)
- Nicolas Sgarro (Saison 6, 1 épisode)
- Ray Danton (Saison 7, 1 épisode)
- William F. Claxton (Saison 7, 1 épisode)
- Paul Krasny (Saison 7, 1 épisode)
- Roy Campanella, Jr. (Saison 9, 1 épisode)
- Michael A. Hoey (Saison 9, 1 épisode)

### Scénaristes
- Leonard Katzman (Saisons 2 — 14, 74 épisodes)
- Arthur Bernard Lewis (Saisons 1 — 8 et 11 — 14, 68 épisodes)
- David Paulsen (Saisons 4 — 8 et 10 — 11, 45 épisodes)
- Howard Lakin (Saisons 4 — 6 et 12 — 14, 24 épisodes)
- Mitchell Wayne Katzman (Saisons 10 — 14, 19 épisodes)
- Leah Markus (Saisons 4 et 10 — 11, 14 épisodes)
- Lisa Seidman (Saisons 13 — 14, 13 épisodes)
- Camille Marchetta (Saisons 1 — 3, 12 épisodes)
- Peter Dunne (Saisons 8 — 9, 11 épisodes)
- Joel J. Feigenbaum (Saison 9, 10 épisodes)
- Will Lorin (Saisons 5 — 6 et 9, 9 épisodes)
- Rena Down (Saisons 2 — 4, 8 épisodes)
- Linda B. Elstad (Saisons 3 — 6, 7 épisodes)
- Louella Lee Caraway (Saisons 10 — 14, 7 épisodes)
- Hollace White et Stephanie Garmin (Saison 9, 6 épisodes)
- Calvin Clements, Jr. (Saison 10, 6 épisodes)
- David Jacobs (Saisons 1 — 3, 5 épisodes)
- Loraine Despres (Saisons 3 — 4, 3 épisodes)
- Robert J. Shaw (Saison 4, 3 épisodes)
- Worley Thorne (Saisons 2 — 3, 2 épisodes)
- D. C. Fontana et Richard Fontana (Saisons 2 — 3, 2 épisodes)
- Bill Taub (Saison 9, 2 épisodes)
- Susan Howard (Saisons 9 — 10, 2 épisodes)
- Ken Horton (Saisons 13 — 14, 2 épisodes)
- Virginia Aldrige (Saison 1, 1 épisode)
- Darlene Craviotto (Saison 2, 1 épisode)
- Jim Inman (Saison 2, 1 épisode)
- Jeff Young (Saison 3, 1 épisode)
- Barbara Searles (Saison 3, 1 épisode)
- Louis Elias (Saison 4, 1 épisode)
- Bruce Shelly (Saison 5, 1 épisode)
- Frank Furino (Saison 6, 1 épisode)
- Robert Sherman (Saison 6, 1 épisode)
- Deanne Barkley (Saison 9, 1 épisode)
- Simon Masters (Saison 12, 1 épisode)
- Jonathan Hales (Saison 12, 1 épisode)
- Amy Tebo (Saison 13, 1 épisode)
- Jackie Zabel et Bryce Zabel (Saison 13, 1 épisode)

## Tournage
La série originale était principalement tournée au Lorimar Studios de Culver City (aujourd'hui Sony Pictures Studios).

## Distinctions

### Récompenses
- American Cinema Editors, États-Unis (1981 - « Fred W. Berger »)
- BMI Film & TV Awards 1987 (Jerrold Immel & Lance Rubin)
- Emmy Awards (1983, 1984, 1985)
- Golden Globe Award, États-Unis (1982 « Barbara Bel Geddes »)
- People's Choice Awards, États-Unis (1980, 1981, 1982, 1987) « Favorite TV Dramatic Program »
- Soap Opera Digest Awards (1984, 1985, 1986, 1988, 1989, 1990, 1992)
- TP de Oro, Spain (1982)
- Annual TV Land Awards: A Celebration of Classic TV (2003, 2005, 2006)
- Telegatto, Italy (1984, 1985, 1986, 1987)
- Young Artist Awards (1980 Charlene Tilton, 1985 Shalane McCall)

### Nominations
- American Cinema Editors, États-Unis (1982 - « Fred W. Berger »)
- Directors Guild of America, États-Unis, 1981 (Irving J. Moore)
- Emmy Awards, (1979, 1981, 1982, 1983, 1986, 1987, 1988)
- Golden Globe Award, États-Unis (1980, 1981, 1982, 1983, 1984, 1985)
- Soap Opera Digest Awards, (1986, 1988, 1990, 1991, 1992)
- Annual TV Land Awards: A Celebration of Classic TV (2003, 2004, 2006)
- Young Artist Awards (1985, 1986, 1987, 1988, 1989)

## Diffusion française
| Première diffusion | Dernière diffusion | Chaîne   | Jour de diffusion       | Horaire de diffusion     | Premier épisode       | Dernier épisode       |
| ------------------ | ------------------ | -------- | ----------------------- | ------------------------ | --------------------- | --------------------- |
| 24 janvier 1981    | 11 juillet 1981    | TF1      | Samedi                  | 21 h 40                  | Saison 1, épisode 01  | Saison 3, épisode 23  |
| 12 décembre 1981   | 29 mai 1982        | TF1      | Samedi                  | 22 h                     | Saison 3, épisode 24  | /                     |
| 18 septembre 1982  | 1er janvier 1983   | TF1      | Samedi                  | 22 h                     | /                     | Saison 4, épisode 16  |
| 8 janvier 1983     | 2 juillet 1983     | TF1      | Samedi                  | 20 h 35                  | Saison 4, épisode 17  | Saison 5, épisode 08  |
| 1er octobre 1983   | 4 janvier 1984     | TF1      | Samedi                  | 20 h 35                  | Saison 5, épisode 09  | Saison 6, épisode 04  |
| 11 janvier 1984    | 26 juin 1985       | TF1      | Mercredi                | 20 h 35                  | Saison 6, épisode 05  | Saison 8, épisode 14  |
| 15 septembre 1985  | 29 décembre 1985   | TF1      | Dimanche                | 18 h                     | Saison 8, épisode 15  | Saison 8, épisode 30  |
| 6 janvier 1986     | 11 décembre 1986   | TF1      | Tous les jours          | 13 h 50                  | Saison 1, épisode 01  | Saison 8, épisode 14  |
| 6 janvier 1987     | 26 mai 1987        | TF1      | Mardi                   | 20 h 45                  | Saison 9, épisode 01  | /                     |
| 3 juin 1987        | 12 août 1987       | TF1      | Mercredi                | 20 h 45                  | /                     | Saison 9, épisode 31  |
| 2 janvier 1988     | 26 mars 1988       | La Cinq  | Samedi                  | 20 h 45                  | Saison 10, épisode 01 | /                     |
| 3 avril 1988       | 26 juin 1988       | La Cinq  | Dimanche                | 19 h 10                  | /                     | Saison 10, épisode 29 |
| 3 avril 1995       | 2 décembre 1996    | TF1      | Tous les jours          | 14 h 30                  | Saison 1, épisode 01  | Saison 14, épisode 23 |
| 11 octobre 1999    | 12 avril 2001      | TF1      | Tous les jours          | 11 h 15                  | Saison 1, épisode 01  | Saison 14, épisode 23 |
| 1er mars 2003      | /                  | Jimmy    | Samedi - Tous les jours | 20 h 45 - 15 h 40        | Saison 1, épisode 01  | Saison 14, épisode 23 |
| 3 janvier 2005     | 22 mai 2007        | France 3 | Tous les jours          | 9 h 45                   | Saison 1, épisode 01  | Saison 14, épisode 23 |
| 10 décembre 2007   | /                  | Vivolta  | Tous les jours          | 10 h - 14 h 15 - 17 h 15 | Saison 1, épisode 01  | Saison 14, épisode 23 |

## Commentaires
Bien que le feuilleton soit construit autour de la vie de famille des Ewing et de leurs différends avec la famille Barnes (principalement dans les premières saisons), le personnage le plus central du feuilleton est celui de J.R. Ewing, redoutable homme d'affaires et manipulateur sans scrupules (ce qui lui vaudra tout de même d'être ruiné à plusieurs reprises). Interprété par Larry Hagman, le personnage de J.R. est également l'un des seuls à être présent tout au long des quatorze saisons du feuilleton. À bien des égards, Dallas apporta un certain nombre de précédents dans l'univers des feuilletons télévisés, notamment en termes de rebondissements et sur les fameux « cliff hangers » (accroche finale jusqu'à l'épisode suivant) devenus des classiques. D'autre part, son succès fut tel que les producteurs et scénaristes durent parfois avoir recours à des pirouettes difficilement imaginables pour maintenir une continuité dans le scénario.
Quelques exemples figurent ci-dessous :
- En 1981, les producteurs durent faire face au décès de Jim Davis, qui interprétait le rôle de Jock Ewing, patriarche de la famille. Le personnage de Jock - en déplacement d'affaire en Amérique du Sud durant plusieurs épisodes - fut finalement déclaré mort dans un accident d'hélicoptère.
- Plusieurs personnages secondaires furent interprétés par différents acteurs au cours de la série : Digger Barnes (le père de Pamela Ewing et de Cliff Barnes), Kristin Shepard (la sœur de Sue Ellen) et Gary Ewing (le troisième fils Ewing) ont chacun été interprétés par deux acteurs différents. Jenna Wade (le premier amour de Bobby) fut même interprétée par trois actrices différentes.
- Lors de la huitième saison, l'actrice Barbara Bel Geddes (jouant le rôle de Miss Ellie, la femme de Jock) est remplacée pour des raisons de santé par Donna Reed. L'audience fut alors en chute libre, et la production reçut de nombreuses lettres de mécontents, les spectateurs n'appréciant pas le jeu plus « glamour » de la nouvelle actrice. Finalement, Barbara Bel Geddes réintégra le feuilleton la saison suivante après s'être reposée. L'actrice congédiée Donna Reed est morte d'un cancer peu de temps après avoir tourné le dernier épisode de la saison.
- À la fin de la huitième saison (1984-1985), le personnage de Bobby Ewing (joué par Patrick Duffy) meurt après être renversé par une voiture conduite par son ex-belle-sœur Katherine Wentworth. L'acteur souhaitait quitter le feuilleton et faire une carrière au cinema. Mais au cours de la saison suivante, les producteurs demandèrent à Patrick Duffy de revenir car il était réclamé par les fans de la série. Il apparaît à la dernière minute lors du tout dernier épisode, alors que Pamela Ewing vient de se réveiller. On apprend au début de la saison suivante que tout ce qui s'est passé depuis un an a été simplement rêvé par Pamela Ewing. Du fait de ce revirement scénaristique rocambolesque, beaucoup de situations sont inversées, et notamment les liens qui unissent Dallas et son spin-off, Côte Ouest, sont rompus (Bobby sera toujours considéré mort dans Côte Ouest).
- Lors de la saison 10 (1987-1988), c'est l'actrice Victoria Principal qui estime avoir fait le tour de son personnage et qui décide de quitter le feuilleton. Le personnage de Pamela Ewing est défiguré lors d'une collision entre sa voiture et un camion citerne, et elle décide de partir se faire soigner sans jamais revoir sa famille. Les producteurs ont procédé ainsi de manière à pouvoir faire revenir Victoria Principal dans la série, mais cela n'a jamais été le cas.
- Pour clore la saison 14 (en 1991), l'ultime saison de Dallas, un double épisode fut écrit. Saoul et esseulé, un pistolet en main, J.R. est à Southfork et rencontre un mystérieux Adam. Ce personnage propose de lui montrer ce qu'aurait été la vie de la famille Ewing et de leurs amis si J.R. n'avait jamais existé (la trame de ce double épisode s'inspirant directement de la fin du chef-d'œuvre de Frank Capra, La vie est belle). Au terme de son voyage, J.R. se réveille subitement, regarde le miroir et y voit à nouveau Adam. Dans le même temps, Bobby arrive au ranch et entend un coup de feu. En arrivant dans la chambre, le visage de Bobby se fige et l'on ne sait pas ce qu'il advient de J.R. On apprendra dans le téléfilm de 1996 que J.R. ne s'est pas suicidé (il a tiré dans le miroir) et qu'il est parti s'exiler pendant cinq ans en Europe.

## Autour de la série
- Le succès de Dallas donnera naissance à un spin-off, un autre feuilleton, Côte Ouest se déroulant en Californie, près de Los Angeles. Il tourne autour (du moins pour le début) de la vie de Gary Ewing, le fils « raté » et de sa femme Valene (leur fille Lucy, elle, vit pourtant à Southfork). Il est plusieurs fois fait allusion à Gary dans Dallas. J.R., Bobby et Lucy feront d'ailleurs quelques apparitions dans Côte Ouest.
- L'épisode Qui a tiré sur J.R. ? (en ouverture de la saison 4) fut suivi par près de 80 millions de personnes dans le monde, et fut l'objet d'une médiatisation sans précédent.
- Un documentaire français fut tourné sur la série (Faire Dallas, Sylvie Blum et José Varela, 1983). On y voit notamment le tournage de plusieurs scènes de l'épisode 133 (saison 7, épisode 2 (Les Adieux)).

### En France
- TF1 a diffusé l’intégralité des épisodes, dont le double épisode final inédit. Cependant, au dernier moment, et histoire de boucler la semaine, la chaîne privée a décidé de le programmer intégralement au cours du même vendredi après-midi. Ce changement n’a pas du tout été au goût des téléspectateurs, surtout ceux qui enregistraient la série. Face à la déferlante de plaintes au service téléspectateurs de TF1, la chaîne a rediffusé l’ultime épisode le lundi suivant[7].
- Si le premier épisode fut diffusé le 24 janvier 1981, c'est le 18 janvier 1981 que les Français purent faire connaissance avec la série, dans le cadre de l'émission TF1-TF1 diffusée entre 12 h 30 et 13 h où elle leur fut présentée comme étant « à la fois l'histoire d'une dynastie familiale et celle d'une époque et d'une civilisation »[8].

## Musique
La bande originale française du feuilleton télévisé a été éditée sur le support 45 tours en 1981, puis en 33 tours sur l'album du groupe Dallas (disques CBS).
La chanson du générique français a été écrite par Michel Salva sur une musique composée par Jean Renard et interprétée par le groupe français Dallas, dont le chanteur est Marc Demelemester (né en 1955). Il en existe deux versions, la première utilisée sur les saisons 1 et 2 puis 4 à 8 et la seconde (avec des choristes supplémentaires) sur les saisons 8 à 14. Le générique français de la saison 3 a une chanson différente, intitulée Ville Mirage, également écrite par Michel Salva sur une musique composée par Jean Renard et également interprétée par le groupe Dallas, avec comme chanteurs Marc Demelemester et Barita Bill Ghiglione. Les deux chansons ont fait l'objet de reprises dès 1981 et 1982 (avec des orchestrations complètement différentes faites par Haim Saban et Shuki Y. Levy) interprétées par le groupe Les Texans (disques Saban), la seconde chanson étant pour l'occasion rebaptisée Ville Chimère.
Original sound : la musique du premier générique français a été inspirée de l'album de MFSB Love Is The Message (1973) avec le titre Love Is the Message.

## Romans et autres livres
Plusieurs romans ont été publiés retraçant l'univers de la série :
- Dallas, de Lee Raintree
- Les Maîtres de Dallas (The Ewings of Dallas), de Burt Hirschfeld
- Les Femmes de Dallas (The Men of Dallas) , de Burt Hirschfeld
- Les Hommes de Dallas (The Women of Dallas), de Burt Hirschfeld
- Who killed Jock Ewing ?, de Robert Tine (en)